# Paronchulus straticauda
Paronchulus straticauda är en rundmaskart som beskrevs av Edmond Altherr 1972. Paronchulus straticauda ingår i släktet Paronchulus och familjen Prismatolaimidae. Inga underarter finns listade i Catalogue of Life.